# Табор (Табор)
Табор (словен. Tabor) — поселення в общині Табор, Савинський регіон, Словенія. 
Висота над рівнем моря: 323,2 м.